# Gustav Wetterström
Gustav Wetterström (Norrköping, 15 ottobre 1911 – Norrköping, 16 novembre 1991) è stato un calciatore svedese, di ruolo attaccante.